# ボディーマウント構造

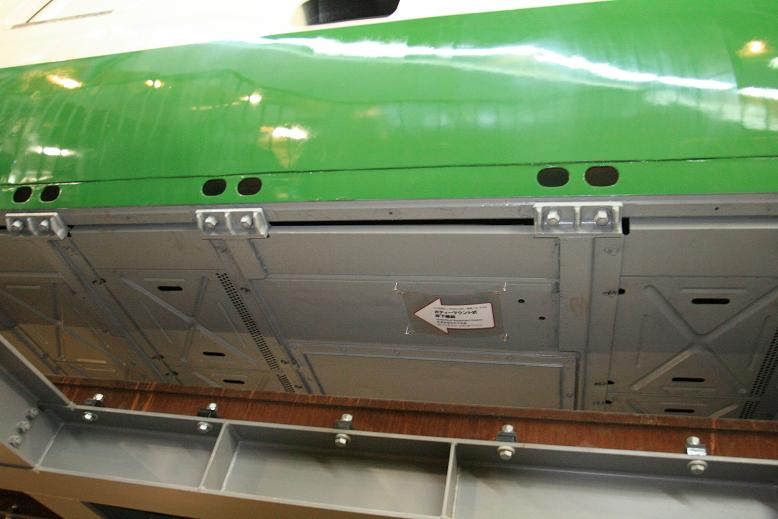
ボディマウント構造の車体下面（写真は、新幹線200系電車）

ボディーマウント構造（ボディーマウントこうぞう）とは、鉄道車両の車体を製造する際に、下側まで一体に成型し、その内部に機器類を載せるようにした構造をいう。

## 特徴
車体下部の機器類が完全に覆われているため、雪や石などの飛散による破損から機器類を守ることができ、空力特性改善にも優れるという利点がある。反面、機器類へのアクセスが制限されるため整備性が悪くなり、製造コストも高めである。また構造上、車体下部の通気性が通常の鉄道車両に比べて悪くなるため、機器類の冷却に対して特別な配慮が必要となる。

## 日本での採用例
日本では1955年(昭和30年)に相模鉄道（相鉄）が初の自社開発通勤型電車5000系に採用したのが始まりである。その後、名古屋市交通局が導入したほかは、日本国有鉄道所有の新幹線電車の試験車・試作車であった。
- 新幹線951形電車 （試験車）
- 新幹線961形電車 （同）
- 新幹線962形電車 （同）
- 新幹線925形電車 （同）
- 新幹線200系電車 - 全廃
- 新幹線500系電車　(後述)
- 新幹線955形電車（300X）
- 相鉄5000系電車 - 全廃
- 名古屋市交通局100形電車 - 全廃

## 類似例
新幹線500系、700系等のほか、京成電鉄のAE100形（全廃）やAE形 (2代)などの一部の車両でも、防音性や、跳ね返りによる破損や空力特性改善を目的に、住宅地を走る列車では防音性を目的に床下機器を覆っている。これは一見すると本構造に似ているものの、床下に吊り下げられた機器を覆う「単なるカバー」であり別物である。ボディーマウント構造は台車を覆うことが出来ないので、これと見分けるポイントになるときがある。